# Grand Prix Kanady 2002
XL Grand Prix Air Canada
- 9. červen 2002
- Okruh Montreal
- 70 kol x 4,361 km = 305,270 km
- 688. Grand Prix
- 59. vítězství Michaela Schumachera

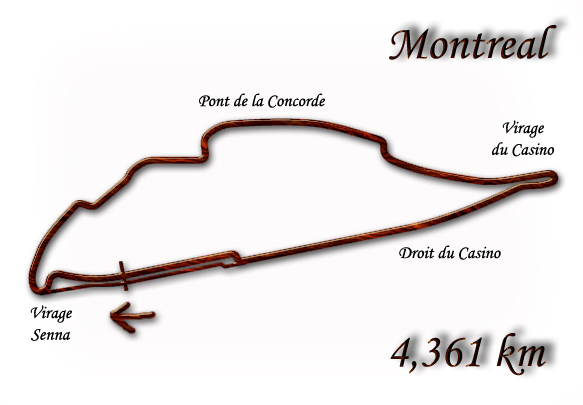

- 150. vítězství pro Ferrari

## Výsledky
| Pozice | Jezdec                | Vůz             | Čas         |
| ------ | --------------------- | --------------- | ----------- |
| 1      | Michael Schumacher    | Ferrari F2002   | 1h33:36,111 |
| 2      | David Coulthard       | McLaren MP 4/17 | á 0:01:132  |
| 3      | Rubens Barrichello    | Ferrari F2002   | á 0:07:082  |
| 4      | Kimi Räikkönen        | McLaren MP 4/17 | á 0:37:563  |
| 5      | Giancarlo Fisichella  | Jordan EJ12     | á 0:42:812  |
| 6      | Jarno Trulli          | Renault R202    | á 0:48:947  |
| 7      | Ralf Schumacher       | Williams FW24   | á 0:51:518  |
| 8      | Olivier Panis         | BAR 004         | á 1 kolo    |
| 9      | Felipe Massa          | Sauber C 21     | á 1 kolo    |
| 10     | Takuma Sató           | Jordan EJ12     | á 1 kolo    |
| 11     | Mark Webber           | Minardi R202    | á 1 kolo    |
| 12     | Nick Heidfeld         | Sauber C 21     | á 1 kolo    |
| 13     | Heinz-Harald Frentzen | Arrows A23      | á 1 kolo    |
| 14     | Alex Yoong            | Minardi PS02    | á 2 kola    |
| 15     | Jenson Button         | Renault R202    | á 5 kol     |
| Kolo   | Odstoupili            | -               | -           |
| 57     | Juan Pablo Montoya    | Williams FW24   | Motor       |
| 46     | Allan McNish          | Toyota TF02     | Mimo trať   |
| 42     | Eddie Irvine          | Jaguar R3       | Motor       |
| 42     | Mika Salo             | Toyota TF102    | Brzdy       |
| 30     | Pedro de la Rosa      | Jaguar R3       | Převodovka  |
| 17     | Enrique Bernoldi      | Arrows A23      | Vibrace     |
| 9      | Jacques Villeneuve    | BAR 004         | Tlak oleje  |

### Nejrychlejší kolo
- Juan Pablo Montoya Williams 1'15.960- 206.682 km/h

### Vedení v závodě
- 1-25 kolo Rubens Barrichello
- 26-37 kolo Michael Schumacher
- 38-50 kolo Juan Pablo Montoya
- 51-70 kolo Michael Schumacher

### Postavení na startu
| 1. řada  | 1                     | 2                    |
|          | Juan Pablo Montoya    | Michael Schumacher   |
|          | Williams              | Ferrari              |
|          | 1'12,836              | 1'13,018             |
| 2. řada  | 3                     | 4                    |
|          | Rubens Barrichello    | Ralf Schumacher      |
|          | Ferrari               | Williams             |
|          | 1'13,280              | 1'13,301             |
| 3. řada  | 5                     | 6                    |
|          | Kimi Raikkonen        | Giancarlo Fisichella |
|          | McLaren               | Jordan               |
|          | 1'13,898              | 1'14,132             |
| 4. řada  | 7                     | 8                    |
|          | Nick Heidfeld         | David Coulthard      |
|          | Sauber                | McLaren              |
|          | 1'14,139              | 1'14,385             |
| 5. řada  | 9                     | 10                   |
|          | Jacques Villeneuve    | Jarno Trulli         |
|          | BAR                   | Renault              |
|          | 1'14,564              | 1'14,688             |
| 6. řada  | 11                    | 12                   |
|          | Olivier Panis         | Felipe Massa         |
|          | BAR                   | Sauber               |
|          | 1'14,713              | 1'14,823             |
| 7. řada  | 13                    | 14                   |
|          | Jenson Button         | Eddie Irvine         |
|          | Renault               | Jaguar               |
|          | 1'14,854              | 1'14,882             |
| 8. řada  | 15                    | 16                   |
|          | Takuma Sato           | Pedro de la Rosa     |
|          | Jordan                | Jaguar               |
|          | 1'14,940              | 1'15,089             |
| 9. řada  | 17                    | 18                   |
|          | Enrique Bernoldi      | Mika Salo            |
|          | Arrows                | Toyota               |
|          | 1'15,102              | 1'15,111             |
| 10. řada | 19                    | 20                   |
|          | Heinz-Harald Frentzen | Allan McNish         |
|          | Arrows                | Toyota               |
|          | 1'15,115              | 1'15,321             |
| 11. řada | 21                    | 22                   |
|          | Mark Webber           | Alex Yoong           |
|          | Minardi               | Minardi              |
|          | 1'15,508              | 1'17,347             |
| -------- | --------------------- | -------------------- |

- 107% : 1'22,043

### Zajímavosti
- Motor Asiatech absolvoval 50 GP
- Motor BMW zajel 25 nejrychlejší kolo.
- Motor Cosworth nastoupil ke 100 GP
- Enrique Bernoldi, Juan Pablo Montoya a Kimi Raikkonen absolvovali 25 GP
- Olivier Panis stál po 17 na 11 místě na startu